# Plack
Plack (in gaelico scozzese plang) è una moneta scozzese.

## Storia
Era una moneta di biglione dal valore di 4 penny, con un peso di 31,41 grani (2,03 g) ed un titolo di 500/1000, coniato per la prima volta sotto Giacomo III di Scozia, alla zecca di Edimburgo.
Sotto Giacomo V il titolo scese a 250/1000, mantenendo lo stesso peso.
Sotto Maria Stuarda il peso calò al 29,44 grani ed il titolo a 83/1000 anche se il valore nominale rimase di 4 penny.
Sotto Giacomo VI il titolo salì a 250/1000 e la moneta ora valutata 8 penny fu coniata dal 1583 al 1590. Nel 1594 fu sostituita dal saltire plack (alla croce di sant'Andrea) con peso simile, titolo a 83/1000 e valore da 4 penny. Dopo questa emissione la denominazione non fu più emessa.
Fu coniato anche l'half plack sempre in biglione.
Corrispondeva alla plaque francese e al plak olandese.